# شاهدة الادعاء وقصص أخرى
شاهد الادعاء وقصص أخرى (بالإنجليزية: The Witness for the Prosecution and Other Stories) هي عبارة عن مجموعة قصص قصيرة كتبتها أجاثا كريستي ونشرت لأول مرة في الولايات المتحدة في عام 1948.

## القصص
الحادثة (Accident)
الرجل الرابع (The Fourth Man)
لغز الجرة الزرقاء (The Mystery of the Blue Jar)
لغز الشال الإسباني (المعروفة بمغامرة السيد إيستوود) (The Mystery of the Spanish Shawl/Mr. Eastwood's Adventure)
كوخ فيلوميل (Philomel Cottage)
الإشارة الحمراء (The Red Signal)
دقة الجرس الثانية (The Second Gong)
غنيت أغنية بنصف الشلن (Sing a Song of Sixpence)
النجدة (S.O.S.)
أين هي الوصية؟ (المعروفة بالمذياع) (Where There's a Will/ Wireless)
شاهدة الادعاء (The Witness for the Prosecution)